# Maison Jansen
 (décembre 2022).
Si vous disposez d'ouvrages ou d'articles de référence ou si vous connaissez des sites web de qualité traitant du thème abordé ici, merci de compléter l'article en donnant les références utiles à sa vérifiabilité et en les liant à la section « Notes et références ».
Pour les articles homonymes, voir Jansen.
La Maison Jansen est une maison de décoration d'intérieur située à Paris en France. Elle a été fondée en 1880 par le Hollandais Jean-Henri Jansen. La Maison Jansen est considérée comme la première firme de design global à avoir fait de son nom une marque, offrant ses services en Europe, en Amérique latine, en Amérique du Nord et au Moyen-Orient. 

## Histoire

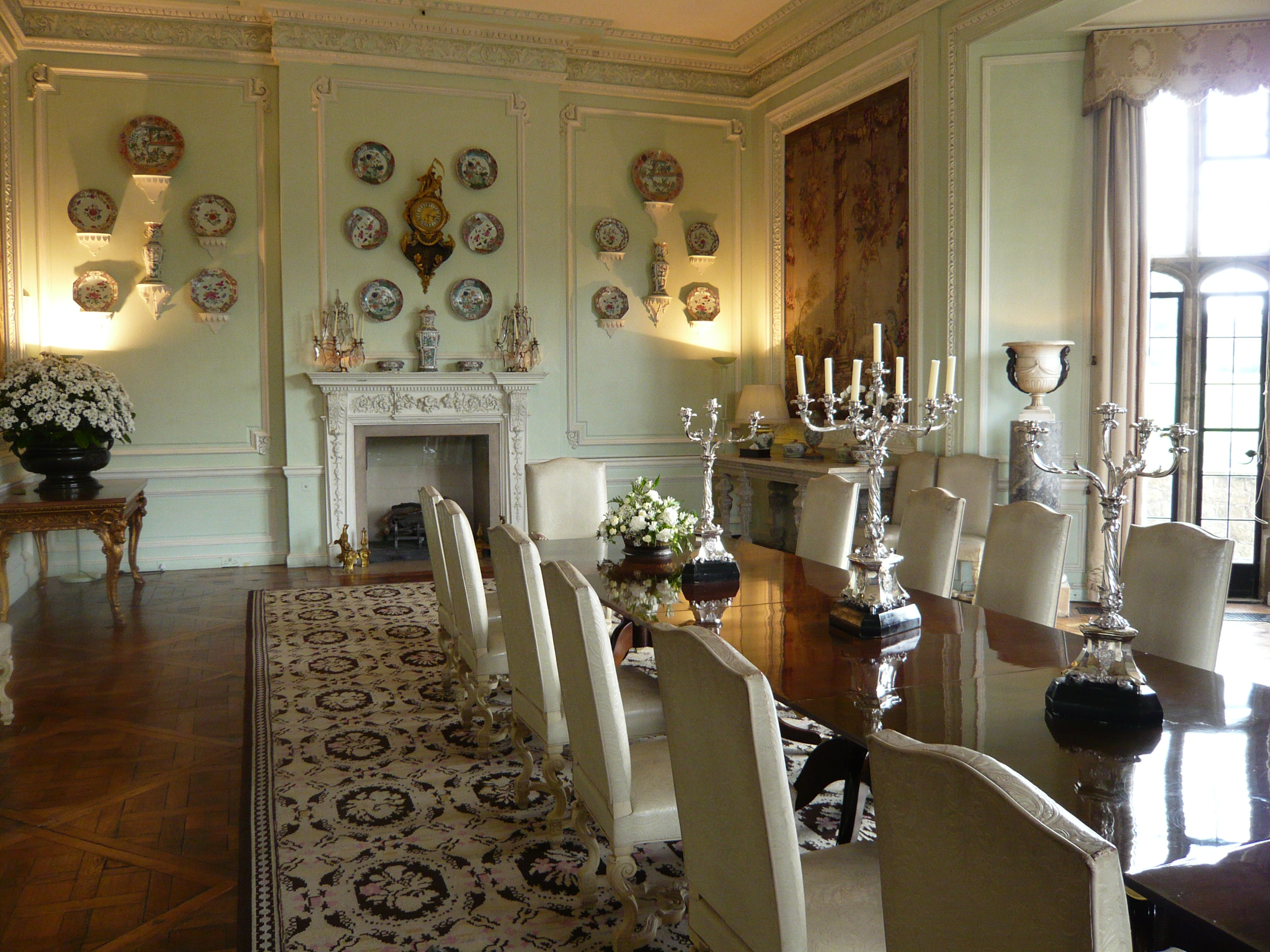
La salle à manger du château de Leeds, par Stéphane Boudin, 1935

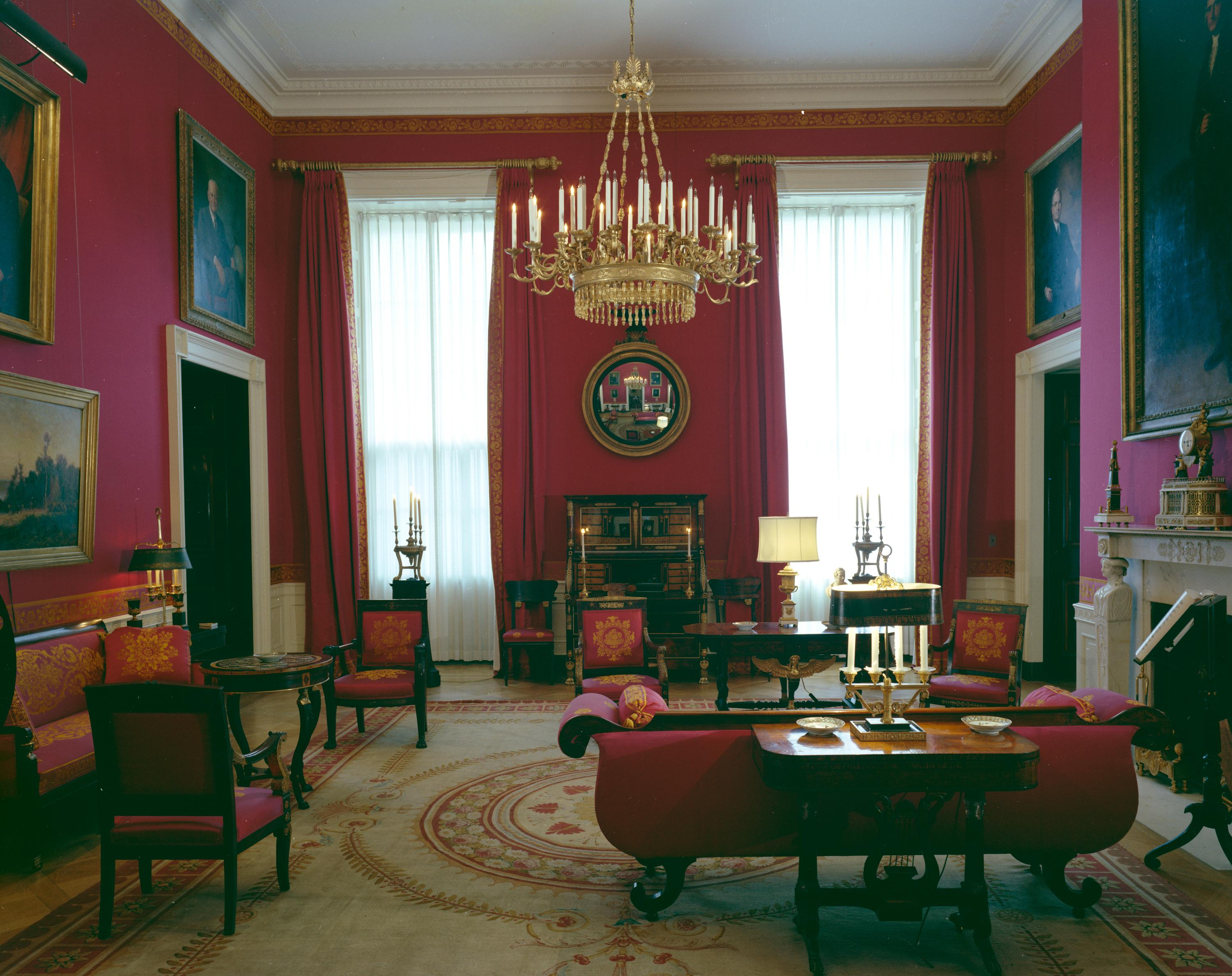
La salon rouge (Red room) à la Maison-Blanche dessinée par Stéphane Boudin sous l'administration de John F. Kennedy. Boudin meubla d'abord la pièce dans le American Empire style, avec des meubles de Charles-Honoré Lannuier.

Dès ses débuts, la Maison Jansen mêle à l'ameublement traditionnel de nouvelles tendances inspirées du style anglo-japonais, du mouvement Arts & Crafts et du style turc. La société attache une attention particulière à la recherche historique à laquelle elle tente de faire correspondre les souhaits de ses clients pour des espaces confortables et commodes.
En 1880, la Maison Jansen ne possède aucun atelier pour créer ses propres meubles ; elle se sert de meubles anciens ou de meubles fabriqués par des artisans. En dix ans, la firme est devenue un des plus grands acheteurs d'antiquités en Europe et, vers 1890, elle crée une galerie d'antiquités en tant que société séparée qui acquiert et vend des objets aux clients de la Maison Jansen et à ses concurrents.
Au début des années 1920, Jean-Henri Jansen approche Stéphane Boudin, qui travaille alors dans le domaine de la décoration textile, une entreprise tenue par son père Alexandre Boudin ; Stéphane Boudin est engagé et apporte à la Maison des liquidités. L'attention de Boudin pour les détails et la précision historique, sa capacité à créer des espaces théâtraux et frappants donnent un nouvel essor à la firme. Boudin en devient directeur et participe à son développement.
Au début des années 1940, la Maison Jansen crée ses propres ateliers sur 17 000 m2 rue Saint-Sabin à Paris.
Tout au long de son histoire, la firme a employé le style traditionnel européen de dessin mais a aussi suivi les tendances européennes dans le ce domaine, notamment la Sécession viennoise, le Modernisme et l'Art déco, qui ont été développées par la firme entre 1920 et 1950. Sous la direction de Boudin, la Maison Jansen a travaillé pour les familles royales de Belgique, d'Iran et de Serbie ; elle a aussi œuvré pour Elsie de Wolfe ; et pour Lady Olive Baillie dans son château de Leeds dans le Kent. Boudin et Paul Manno, qui dirigeait la Maison Jansen à New York ont travaillé à la Maison-Blanche sous l'administration de John F. Kennedy. La Maison Jansen a décoré le yacht Chambel IV, aujourd'hui connu sous le nom de NorthWind II.
Jansen a notamment travaillé pour S.M. Élisabeth II, S.M. Edouard VII, S.M. Edouard VIII (devenu après son abdication duc de Windsor) et son épouse Wallis Simpson, L.L.M.M. d'Espagne Alphonse XII et Alphonse XIII, la cour de Hollande, le palais de Laeken, Lady Baillie, Persépolis, le Qatar, le palais royal de Belgrade, Coco Chanel, Chateau de Mont Mery a Ambazac de Theodore Haviland  , le prince Aga Khan, les rois Fahd ben Abdelaziz Al Saoud et Khaled ben Abdelaziz Al Saoud, le vicomte Armand de La Rochefoucauld, Valéry Giscard d'Estaing, Madame Chalandon, Ambassade des États-Unis en France, Ambassade du Japon en France, l'Assemblée nationale, le Conseil d'État, le palais national de Compiègne, l'Opéra-Comique, l'Opéra Garnier, le Cercle militaire, l'hôtel Jours de France, l'hôtel de ville de Paris, la mairie de Saint-Malo, la maison de la RATP, le grand Louvre, l'Institut Van Gogh, la Banque de France, BNP Paribas, Ceruga à Tokyo, la Banque du Luxembourg, l'hôtel Ritz, l'hôtel InterContinental Paris Le Grand, l'hôtel Royal Monceau, le Café de Paris, Pierre Cardin, la Maison Rockefeller, la Maison Rothschild, la Maison Dassault, la Maison Vanderbilt, Peter Marino, Chaumet, TF1, en 2021 et 2022 JANSEN  Peter MARINO pour TIFANY&Co, etc.

## Description
La Maison Jansen était située au 23 rue de l'Annonciation à Paris.
Madame Geneviève DEMURE et monsieur Alain PEREIRA sont les propriétaires de la marque verbale JANSEN et Maison JANSEN déposée INPI
Les ateliers de la Maison Jansen s'étendent sur 17 000 m2 et se situent rue Saint-Sabin à Paris. L'atelier emploie 200 artisans et compagnons dans chaque métier (ébénisterie, tapisserie, laque, dorure, bronze, luminaires) ce qui lui permet de produire des meubles de facture contemporaine aussi bien que des reproductions de meubles Louis XIV, Louis XVI, Directoire et Empire.